# Дочка Дракули
«Дочка Дракули» (англ. Dracula's Daughter) — американський фільм жахів про вампірів 1936 року з класичної серії фільмів жахів компанії Universal. Прямий сиквел фільму «Дракула» 1931 року. Режисер фільму — Ламберт Гілльєр, сценаристом виступив Ґаррет Форт, головні ролі виконали Отто Крюґер, Глорія Голден, Маргеріт Черчилль. І в оригіналі, і в сиквелі знявся один актор — Едвард Ван Слоун; він виконав роль ван Гелсінга (Van Helsing), але в титрах «Дочки Дракули» ім'я його персонажа написано як Von Helsing.
«Дочка Дракули» оповідає історію графині Марії Залеської, дочки графа Дракули, яка також є вампіркою. Після смерті Дракули вона вірить, що якщо знищити його тіло, вона зможе позбутися його впливу, втратить вампірські здібності і зможе вести нормальне людське життя. Коли це не вдається, вона звертається до психіатра, доктора Джеффрі Ґарта. Графиня викрадає наречену доктора Ґарта, Джанет, і відвозить її в Трансильванію, що призводить до фінальної битви за життя Джанет, між доктором Ґартом та графинею.
Фільм спочатку позиціювали як екранізацію оповідання Брема Стокера «Гість Дракули», але насправді він не має нічого спільного з першоджерелом. Сучасні джерела також стверджують, що в основу фільму могла лягти «Кармілла», готична повість Джозефа Шерідана Ле Фаню 1872 року, яку часто називають першим опублікованим британським художнім твором, у якому показано лесбійські відносини.
Продюсер Девід Сельцник придбав права на оповідання Стокера для студії Metro-Goldwyn-Mayer, але 1934 року Universal викупила їх, причому, якщо Universal не почне виробництво фільму до жовтня 1935 року, права мали повернутися до MGM; пізніше цю дату подовжено до 1936 року. Universal спішно запустила фільм у виробництво того ж місяця, причому, щоб укластися в термін, сценарій було завершено лише частково. Спочатку режисером призначили Джеймса Вейла, який до цього зняв успішну екранізацію «Франкенштайна», але пізніше глава Universal Карл Леммле молодший довірив режисуру Гілльєру.
«Дочка Дракули» не змогла повторити успіху першого фільму, хоча критики її зустріли позитивно. Сучасні критики та історики кіно відзначають сильний лесбійський підтекст фільму, який Universal навіть використовувала в ранній рекламі.

## Сюжет
Картина починається одразу після подій попереднього фільму. Дракулу щойно вбив професор ван Гелсінг (Едвард Ван Слоун). На місці злочину поліція Скотленд-Ярду затримує ван Гелсінга. У поліцейській дільниці він пояснює, що насправді вбив вампіра, який був мертвим уже понад 500 років і всі ці роки пив кров невинних людей. Ван Гелсінг, замість того, щоб найняти адвоката, кличе на допомогу психіатра Джеффрі Ґарта (Отто Крюґер), який колись був його учнем. Лікар погоджується допомогти професору в будь-який спосіб і приїжджає до Лондона.

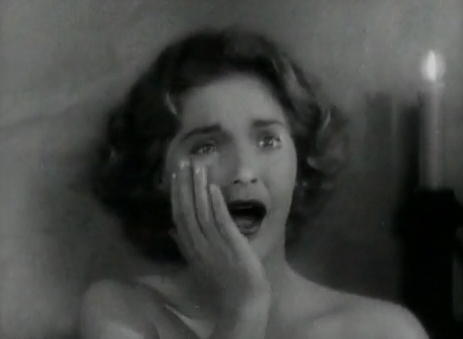
Сцена з фільму, в якій Залеська нападає на Лілі (Нен Ґрей)

Тим часом дочка Дракули, Графиня Марія Залеська (Глорія Голден), за допомоги свого помічника Шандора (Ірвінг Пічел), викрадає тіло Дракули зі Скотленд-Ярду і спалює його. Графиня сподівається, що після знищення тіла батька, з неї спаде прокляття і вона стане смертною. Однак її припущення не спрацьовує і в неї залишається вічна спрага крові. Графиня продовжує вбивати, а вдень спить у труні. Вона зустрічає доктора Джеффрі, який допомагає Ван Гелсінгу і закохується в нього. Марія призначає доктору зустріч і просить допомогти їй вилікуватися, хоча сама розуміє, що, найпевніш, це неможливо. Графиня не розповідає доктору, що є вампіркою. Під час їхньої розмови Ґарту телефонують і терміново викликають на роботу. Він іде, а графиня просить Шандора привести їй натурницю для малювання. На вулиці Шандор зустрічає молоду дівчину Лілі (Нен Ґрей), яка хоче кинутися з мосту. Помічник відмовляє її і приводить у майстерню графині. Та пропонує Лілі випити вина і роздягнутися. Після того як дівчина погоджується, Залеська нападає на неї і п'є кров. Пізніше знекровлену Лілі знаходять на вулиці і доставляють до лікарні, де її оглядає доктор Ґарт. Він помічає дві рани на яремній вені. Джеффрі поспішає обговорити свої припущення з професором Ван Гелсінгом, який відразу каже, що це справа рук вампіра. Коли Ґарт повертається додому, його вже чекає графиня. Вона пропонує Ґарту поїхати з нею в Трансильванію, але той відмовляється.
Лікаря викликають до лікарні, тому що Лілі прийшла до тями. Ґарт гіпнотизує пацієнтку і та розповідає, що на неї напала жінка та описує її. Лікар розуміє, що йдеться про графиню Залеську. Джеффрі йде до неї додому, де Марія розповідає йому, що вона — вампірка.
Графиня зі своїм помічником викрадають кохану доктора Джанет (Маргеріт Черчилль) і відлітають з нею до Трансильванії. У замку Дракули помічник запитує графиню Залеську, навіщо вони привезли сюди дівчину з Лондона. Залеська йому відповідає, що по Джанет прийде Джеффрі. Графиня подарує йому вічне життя і Ґарт залишиться з нею в замку. Після таких слів її слуга шаленіє, адже вічне життя графиня обіцяла йому.
Слідом за графинею до Трансильванії вилітають доктор Джеффрі та ван Гелсінг. Джеффрі приходить до замку і бачить там загіпнотизовану Джанет. Залеська каже Ґарту: якщо він хоче, щоб його кохана вижила, то лікар має залишитися з нею назавжди. Джеффрі погоджується, але в цей момент Шандор із лука стріляє їй у серце. У замок вривається поліція разом із ван Гелсінгом та вбивають слугу. Джанет прокидається з-під гіпнозу.

## Акторський склад
| Актор             | Роль                   |
| ----------------- | ---------------------- |
| Отто Крюґер       | лікар Джеффрі Ґарт     |
| Глорія Голден     | графиня Марія Залеська |
| Маргеріт Черчилль | Джанет Блейк           |
| Едвард Ван Слоун  | професор ван Гелсінг   |
| Гілберт Емері     | комісар Бейзіл Гемфрі  |
| Ірвінг Пічел      | Шандор                 |
| Геллівелл Гоббс   | констебль Гоукінс      |
| Біллі Беван       | констебль Альберт      |
| Нен Ґрей          | Лілі                   |
| Гедда Гоппер      | леді Геммонд           |
| Клод Аллістер     | сер Одрі               |
| Едгар Нортон      | Гоббс                  |
| Е. Е. Клайв       | сержант Волкіс         |

## Виробництво

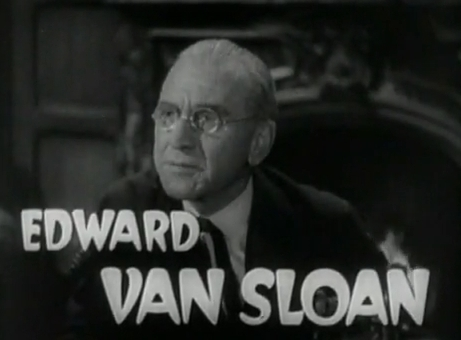
Едвард Ван Слоун у ролі професора ван Гелсінга

Спочатку Universal не мала прав на екранізацію «Гостя Дракули», глави з оригінального роману Брема Стокера «Дракула», але розмови про сиквел у студії почалися вже в березні 1931 року. В оповіданні йдеться про зустріч якогось чоловіка (припускають, що героєм є Джонатан Гаркер) і вампірки. З оповіді не відомо про родинні стосунки між жінкою та Дракулою. Директор компанії Metro-Goldwyn-Mayer Девід О. Сельцник 1933 року уклав контракт із вдовою Стокера, Флоренцією, щодо купівлі прав на главу за аванс у розмірі 500 доларів за ціни купівлі 5000 доларів. Адвокатів та керівників MGM турбувало використання слова «Дракула» в назві фільму, вони побоювались, що Universal подасть до суду, хоча контракт Сельцника зі вдовою Стокер явно дозволяв серед можливих альтернативних назв фільму використовувати словосполучення «Дочка Дракули». Проєкт отримав кодову назву «Тарантул».

### Режисер
Можливо тоді, коли права на оповідання «Гість Дракули» належали студії MGM, Сельцник розраховував, що режисером буде Тод Броунінг, який зняв «Дракулу» з Лугоші і зараз працював на MGM. Голова студії Universal Карл Леммле-молодший хотів, щоб режисером «Дочки Дракули» став Джеймс Вейл, який щойно зняв комерційно успішний фільм «Наречена Франкенштайна». Але Вейл у цей час чекав закінчення знімання Айрін Данн у фільмі «Чудова одержимість», після якого планував узяти її на роль у своєму фільмі «Плавучий театр». Крім цього Вейл не хотів знімати два фільми жахів поспіль і переконав Леммле молодшого купити права на містичний роман «Убивче похмілля» (англ. The Hangover Murders). Карл Леммле молодший погодився на це тільки після того як Вейл пообіцяв, що його наступною роботою буде фільм «Дочка Дракули». Джеймс Вейл закінчив роботу над фільмом «Пам'ятаєш минулу ніч?», який вийшов на екрани 14 вересня 1935 року. Знімання «Чудової одержимості» завершилося 29 жовтня 1935 року. На той час Айрін Данн звільнилася і Вейл почав знімати «Плавучий театр». Леммлі молодший не став чекати завершення знімання і замінив Вейла комедійним режисером Едвардом Сазерлендом, але «Дочка Дракули» мало цікавила Сазерленда. Невдовзі він покинув проєкт, після чого режисерське крісло зайняв Ламберт Гілльєр.

### Сценарій

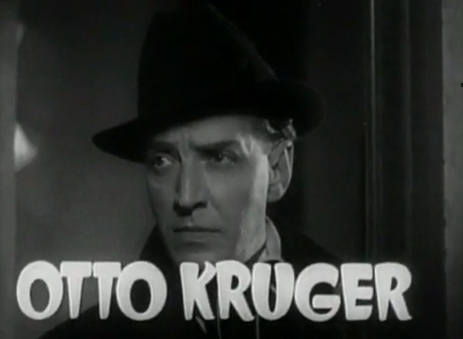
Отто Крюґер у ролі доктора Джеффрі Ґарта

В оригінальній повісті Стокера не згадано про доньку Дракули і достеменно не відомо, хто вигадав цього персонажа. Але, зважаючи, що в титрах фільму під псевдонімом Олівер Джефріс, зазначений Сельцник, деякі історики кіно припускають, що ідея персонажа належала йому.

#### Сценарій Курта Ноймана
Серед ранніх сценаристів фільму був Курт Нойманн, надалі відомий як режисер фантастичних фільмів «Муха» і «Кронос». Його сценарій починається в Англії, з похорону Роберта Мітчелла. Серед присутніх — ван Гелсінг, його дочка Єва та помічник Кларк. На кладовищі з'являється кажан, який перетворюється на графиню Марію, дочку Дракули, але присутні не бачать перетворення. Як підозрював ван Гелсінг, Мітчелл став жертвою вампіра. Переказавши історію Дракули (і тим самим нагадавши глядачам про сюжетну лінію попереднього фільму), ван Гелсінг намагається визначити причетність Марії до смерті людини. Не змігши знайти її в денний час, професор влаштовує вечерю на яку запрошує графиню. Вампірка приходить і зачаровує Кларка, який був закоханий в Єву. Тепер він зачарований вампіркою. В розслідуванні професору допомагає старий друг — доктор Сьюард, у лікарні якого все ще лежить Ренфілд. Ван Гелсінг разом зі Сьюардом приходять у замок графині, де знаходять таємний прохід із її спальні в підвал, у якому розташоване лігво вампірки. З'являються Кларк і Ренфілд які намагаються перешкодити героям. Ван Гелсінг вбиває Роберта Мітчелла, який став вампіром і переховувався в лігві вампірки. Можливо, сценарій не прийняли через необґрунтоване зникнення з фільму самого Дракули.

#### Сценарій Джона Балдерстона
Далі для переробки сценарію Сельцник найняв драматурга Джона Балдерстона, який 1927 року поставив на Бродвеї постановку «Дракула» і який раніше працював над фільмами «Дракула», «Франкенштайн» 1931 року і «Мумія»1932 року. Його сценарій зіткнувся з тією ж проблемою: автор уникав згадок про Дракулу. Сценарій будувався на трьох основних діях: замок Дракули в нетрях Трансильванії; вампірка в Лондоні та його околицях; її втеча і переслідування, знову замок Дракули. Історія починалася відразу ж після фіналу першого фільму, тільки тепер Ренфілд був мертвий. На початку ван Гелсінг і Сьюард вирушають у Трансильванію, що б убити дружин Дракули, але домовляються не розповідати про це Міні і Джонатану, що б не відволікати молодих людей від весілля. Поки двоє друзів добираються до замку, відбувається сцена, яка показує жорстокість дочки Дракули. У місячному світлі, яке пробивається в замок, стоять три жіночі фігури. До них наближається четверта, яка презирливо кидає іншим мішок з чимось живим усередині (імовірно дитиною, що є відсиланням до оригінального роману Стокера). Три фігури протестують, кажучи що крім крові потребують любові, але вони не отримують молодих чоловіків. Четверта фігура впадає в лють і шмагає трьох вампірок батогом. Жінка вигукує, що поки Дракули немає в замку, вона тут головна і інші повинні задовольнятися тим, що їм дадуть. «Яке право мають жінки мого батька говорити про кохання? Ви повинні бути вірними йому.» Три дружини борються за сумку, задоволені тим, що дочка вампіра скоро вирушить в Англію до батька, не підозрюючи про те, що Дракулу вже знищено. На той час як ван Гелсінг зі Сьюардом прибувають у замок, графиня вже полетіла в Лондон. У сценарії Балдерстона прізвище графині Секеї, можливо автор взяв його з фрази, яку Дракула в оригінальному романі сказав Ренфілду: «Ми, Секеї, по праву пишаємося своїм родом — у наших жилах тече кров багатьох хоробрих поколінь, які билися за владу як леви.»
|                                       | Ми отримаємо прибуток, зробивши доньку Дракули закоханою у своїх жертв... спокуса чоловіків буде допустима, але з першої версії сценарію нам довелося прибрати спокусу дівчат, що явно було б зацензуровано. |
| — Джон Балдерстон про сценарій фільму | |

Далі йде сцена з лігва графині в Лондоні, яка показує садомазохістські пристрасті вампірки. Ось як Балдерстон описує її: "У цій сцені (у своєму «Лондонському лігві, де вона задовольняє свої дивні похоті та п'є кров своїх жертв») вона грає в кішки-мишки з блідим хлопцем, руйнуючи його чоловічу гідність. Він жалюгідний раб і повзає біля її ніг, поки вона сміється з нього. Після графиня зустрічається з лордом Едвардом «Недом» Вадгерстом і перетворює його на вампіра. Мисливці на вампірів повертаються з Трансильванії до Лондона і до них приєднуються Гелен, кохана Неда, і Честер Морріс (відсилання до Квінсі Морріса з оригінального роману. Ім'я персонаж отримав не випадково, воно є знаком шани до зірки 1930-х років Честера Морріса). На мисливців нападає Нед, але Гелен відбивається від вампіра, піднісши йому до чола розп'яття, яке залишає опік на голові Неда до кінця фільму. Нед втікає та попереджає графиню про небезпеку. Секеї летить у трансильванський замок. Ван Гелсінг, Сьюард, Гелен і Морріс переслідують графиню. Поруч із замком на Морріса нападає вовк і вбиває його, а решта мисливців знаходять на снігу сліди Неда, за якими потрапляють у підвал замку, де міститься труна Секеї, і вбивають її. Нед зцілюється, і з його обличчя зникає опік від хреста.
Початковий сценарій включав сцени, з яких випливало, що дочка Дракули насолоджувалася тортурами своїх жертв-чоловіків і вони, перебуваючи під її контролем, теж відчували задоволення. Крім цього мали були кадри гробниці графині, на стінах якої висіли ремені і нагайки. У фільмі не повинно було бути кадрів з використанням цих предметів, але глядач за ними зрозумів би про нахили вампірки. Незалежно від будь-яких заперечень, які Адміністрація виробничого кодексу, відповідальна за видання фільмам прокатної посвідки, могла висунути щодо сценарію, фільм за сценарієм Бальдерстона ніколи не міг з'явитись, оскільки контракт Сельцника зі Стокером чітко заборонив використовувати будь-яких персонажів Брема Стокера, які не фігурували в «Гості Дракули». Сельцник перепродав права на «Гостя Дракули» Universal у вересні 1935 року за 12 500 доларів, що включало права на сценарій Болдерстона. Є й інша інформація про перепродаж прав. Історик фільмів жахів Гарі Родес пише, що Сельцник продав права Universal у липні 1934 року за 5000 доларів. За контрактом Universal повинна була почати роботу над фільмом до 1 жовтня 1935 року, інакше, права на оповідання повернуться до Сельцника. Історик-фахівець із фільмів жаху Девід Дж. Скал припустив, що можливо, Сельцник одразу планував перепродаж прав, оскільки Universal хотіла отримати сиквел «Дракули» і їм потрібні були права на оповідання, пов'язане з романом Стокера.

#### Сценарій Р.С.Шерриффа
Далі за сценарій взявся майбутній номінант на премію «Оскар» Р. С. Шерріфф. Тоді він жив у Лондоні, куди, як основу від Universal, йому надіслали сценарій Балдерстона. Шеррифф, мабуть, знехтував його, принаймні значною мірою. Його сценарій починався з трьох сцен про легенду Дракули, дія яких відбувалася в XIV столітті. Далі дія переносилося в сучасність і зосереджувалося на двох парах закоханих, які відвідують Трансильванію. Чоловіки досліджують руїни замку Дракули. Пізніше один з них пропадає, а іншого знаходять збожеволілим. Викликають професора ван Гелсінга, який розшукує зниклого і знаходить його в Лондоні, в полоні у дочки Дракули, графині Залеської. Коли вона намагається втекти разом зі своїм полоненим на кораблі «Схід», ван Гельсінг і ще троє людей потрапляють на той самий корабель. Починається сильний шторм і професор знищує графиню. Її влада над чоловіками зникає і в кінці сценарію обидві пари коханих одружуються. Цю версію сценарію 28 серпня 1935 року представили Британській Раді з класифікації фільмів (BBFC), яка відхилила її зі словами "…"Дочці Дракули" знадобилося б півдюжини… мов, для того що б адекватно пояснити це свинство". 10 вересня Шеррифф зустрівся з представниками BBFC і через два дні надав переглянутий сценарій. Цей сценарій прийняли, але, оскільки його деталі не записано в BBFC, невідомо, наскільки він відрізняється від першої версії або що з нього потрапило в кінцевий сценарій, за яким знято фільм.
5 вересня 1935 року Universal також представила першу версію сценарію Шерриффа Адміністрації виробничого кодексу (АВК) і зіткнувся зі ще сильнішим опором начальника Джозефа Бріна, ніж у BBFC. Брін повідомив, що сценарій «містить незліченну кількість образливих речей, які роблять картину абсолютно неможливою для затвердження згідно з виробничим кодексом». Далі Шеррифф приїжджає в Америку для подальшої роботи над сценарієм. Другу версію сценарію представлено 21 жовтня, але її теж відхилено. Багато заперечень Бріна стосувалися сцен XIV століття, в яких з'явився сам Дракула. Невідомо чи друга версія сценарію була тією ж, яку раніше надсилали на розгляд в BBFC. Третю версію сценарію Шерриффа надано на розгляд 24 жовтня, але її також відхилено. Четверту й останню версію Шерриффа передано в АВК 10 листопада. Всі версії сценарію було відхилено. Зрештою, Шеррифф отримав за сценарій 10 932,62 доларів і 4756 доларів за час, проведений у Каліфорнії, вносячи зміни до сценарію. Біограф Джеймса Вейла Джеймс Кертіс припускає, що Вейл, який не цікавився фільмом, боявся через нього втратити режисерське крісло «Плавучого театру» і попросив Шерриффа спеціально писати все гірші сценарії, сподіваючись у підсумку відокремитися від цього проєкту. 14 січня 1936 року продюсер Е. М. Ешер повідомив Бріну, що сценарій Шерриффа не використовуватиметься, а буде написано з нуля новий сценарій.

#### Сценарій Гаррета Форта
Новим сценаристом призначили Гаррета Форта, який раніше працював над сценаріями до «Франкенштайна» і «Дракули».

### Кастинг

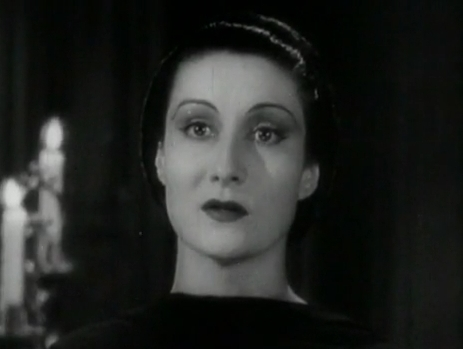
Глорія Голден у ролі графині Марії Залеської

Роль дочки Дракули була першою головною роллю Глорії Голден. Розповідають, що вона була дуже незадоволена тим, що її призначили. Як і багато акторів, Голден ставилася до фільми жахів зверхньо. Вона також бачила як Бела Лугоші протягом багатьох років після Дракули, застряг в образі монстрів і постійно отримував ролі тільки в жахах. Акторка боялася, що після цієї ролі, вона теж стане заручницею образу. Критик Марк Кларк вважає, що за іронією долі саме огида Голден до ролі призвела до такої високої якості її виконання. «Її зневага до ролі перетворюється на своєрідну огиду до себе, що ідеально підходить для її неспокійного персонажа».
Спочатку на ролі у фільмі призначили Белу Лугоші і Джейн Ваєтт. Universal також оголосили, що у фільмі з'являться Борис Карлофф і Колін Клайв, які разом знімалися у «Франкенштайні» і «Нареченій Франкенштайна», і що Сізар Ромеро зіграє доктора Ґарта. Як пише The Hollywood Reporter, спочатку Universal хотіли бачити в ролі Шандора Герберта Маршалла, але пізніше покликали на роль Ірвінга Пічела. Заявлені спочатку зірки у фільмі так і не зіграли. Замість Бели Лугоші в одній зі сцен у труну поклали воскову фігуру, що повторює зовнішність актора. Деякі джерела повідомляють, що Лугосі заплатили 4000 доларів за використання його образу, але єдиний підтверджений запис щодо фінансової угоди — це лист, у якому Лугосі безкоштовно дозволяє використовувати свій вигляд для створення воскового бюста.

### Знімання
Знімання «Дочки Дракули» почалося 4 лютого 1936 року, ще до того як Гаррет Форт завершив сценарій. Знімання поспішали почати скоріше, оскільки, за договором із Сельцником, в Universal спливали права на екранізацію. Сценарій закінчено лише на третій тиждень знімання фільму. Фільм завершено 10 березня 1936 року. За розкладом фільму знімали по сім днів на тиждень, один тиждень обходився приблизно в 50 000 доларів, а по завершенні зйомок бюджет склав вже 278380 доларів.
«Дочка Дракули» став останнім у першому циклі фільмом жахів Universal, робота над якими почалася ще в 1920-х роках. Публічно Universal заявила, що це тому, що заборона Великої Британії на фільми жахів занадто зменшить доходи, які можуть принести такі фільми. Насправді, цикл призупинили, оскільки незадовго до знімання «Дочки Дракули», сім'я Леммле втратила контроль над Universal. Через перевитрати коштів на низці картин 1 листопада 1935 Леммле молодший змушений був заплатити 1 000 000 доларів. Гроші надійшли від фінансиста Джона Чивера Кавдіна, глави Standard Capital Corporation і від кінопродюсера Чарльза Р. Роджерса. Кредит було отримано, але коли Universal не змогла його погасити, Standard Capital Corporation взяла на себе керування студією. Це сталося 4 березня 1936 року. Роджерс змінив Леммле-молодшого на посаді керівника компанії. Він не любив фільми жахів і тому після виходу «Дочки Дракули» закрив їх виробництво, зосередившись на мюзиклах. Universal не поверталася до жанру жахів протягом трьох років, поки 1939 року не випустила фільм «Син Франкенштейна».

### Інші виробничі аспекти
Над дизайном макіяжу Глорії Голден разом працювали майстер з гриму Джек Пірс і майстер зі спецефектів, а в подальшому дворазовий лауреат премії «Оскар» Джон Фултон. Вони поєднували спеціальне освітлення зі сіро-зеленим макіяжем для фінальних сцен Голден, створюючи блідість, яка контрастувала зі звичайнішим тілесним макіяжем в інших сценах. Гайнц Рьомгельд склав музику до фільму, а Альберт Д'Агустіно відновив декорації замку Дракули Чарльза Голла і створив нові: Лондонський міст, болото, де було спалено тіло Дракули, і кімнату графині Залеської.

## Критика та вплив фільму

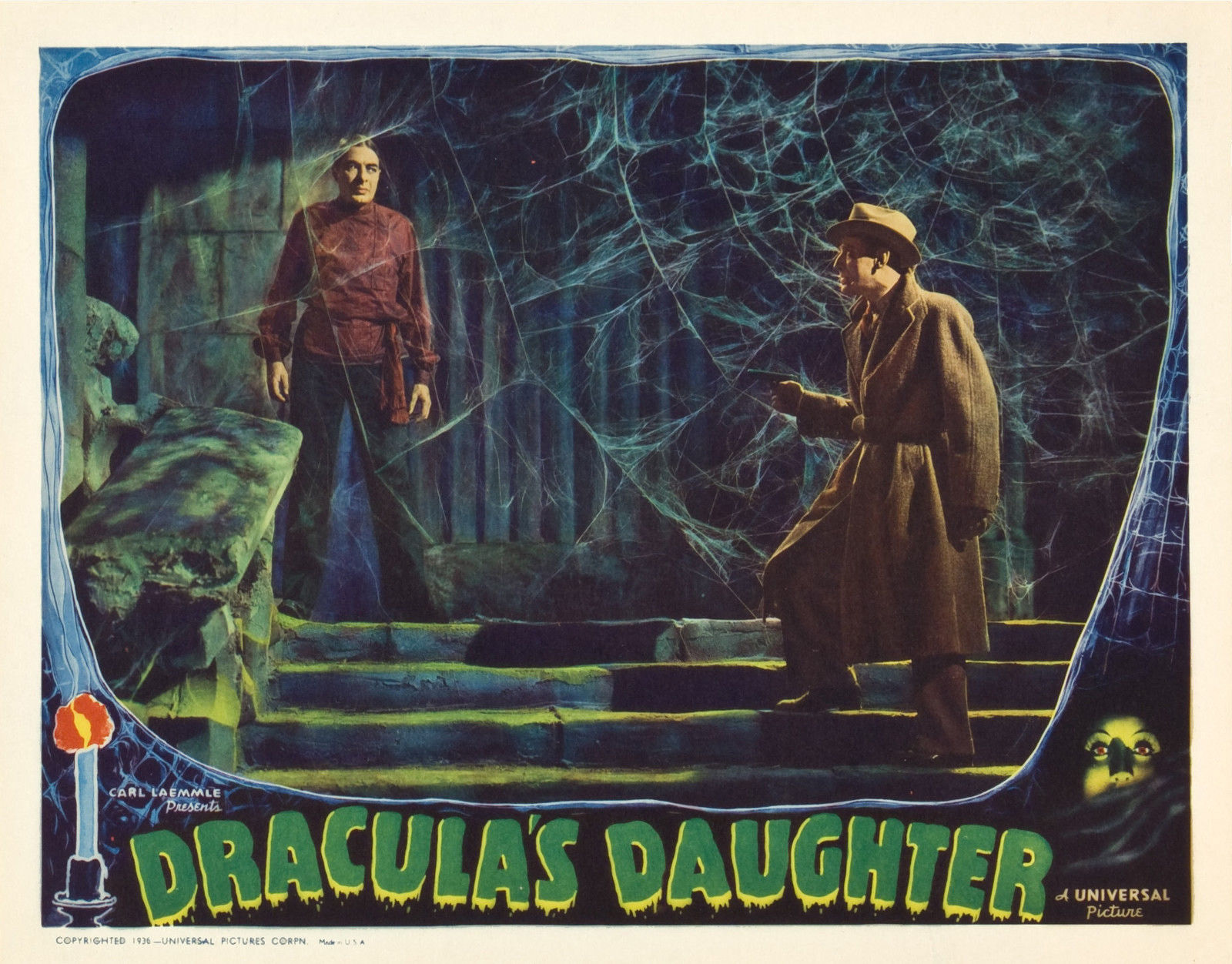
Кольорова лобі-картка до фільму, випущена 1936 року. В кадрі зображені Ірвінг Пічел (зліва) і Отто Крюґер (праворуч)

Видання The New York Times дало «Дочці Дракули» твердий, хоча й дещо делікатний огляд. Посилаючись на «події, від яких студеніє кров» у фільмі та зазначивши, що «Глорія Голден -напрочуд переконлива жінка-кажан», дійшовши висновку, що фільм є як «досить жахливим», так і одночасно «милою маленькою картиною жахів». Variety також позитивно оцінив сам фільм і гру Глорії Голден зокрема. Попри схвалення критиків, фільм не здобув такого великого успіху як перша частина з Белою Лугоші.
Через роки відгуки про «Дочку Дракули» різко розділилися. Entertainment Weekly, переглянувши фільм після його релізу на відеокасетах, назвав його «одним із найзадовільніших вампірських фільмів, будь-коли знятих». Описує візуальні прийоми режисера, як «пишні, які викликають спогади і наповнені тільки правильною готичною світлотінню» і зазначає, що «Глорія Голден, як головна героїня-вампірка, безумовно сочиться аристократичним еротизмом». EW приходить до висновку, що цей фільм кращий, ніж оригінальний «Дракула» з Лугоші.
Райан Крекнелл із Apollo Movie Guide, теж хвалить акторську гру Голден, проте зауважує, що фільм «нині виглядає не так добре». Посилаючись на те, що фільм розвивається повільними кроками і «надмірно довгими діалогами», Крекнелл порівнює фільм з «читанням підручника — не найзахопливіша річ у світі, але він дає уявлення і перспективи про фундамент ранніх фільмів жахів і фільми зняті більш ніж через пів століття мають з ним багато подібностей». Майкл У. Філліпс-молодший погоджується, і каже, що фільм є «помітним покращенням оригінального фільму, але все ще хилить у сон, занадто покладаючись на примусову комедію і недостатньо на напругу чи страх». Філліпс як і інші рецензенти хвалить гру Голден, а також Ірвінга Пічела, але гру інших акторів називає слабкою.
Автор книг жахів Енн Райс назвала «Дочку Дракули» прямим натхненником для своєї власної гомоеротичної вампірської фантастики. У романі «Королева проклятих» Райс назвала бар на честь фільму — «Дочка Дракули». Автор Ремзі Кемпбелл під псевдонімом Карл Дредстоун написав новелізацію фільму під назвою «Дочка Дракули», опубліковану 1977 року. 1985 року опубліковано книгу, де переказано події фільму у версії для неповнолітніх, яку написали Карл Р. Грін, Вільям Р. Сенфорд та Говард Шредер. Деякі оглядачі припускають, що картина надихнула творців фільму «Бульвар Сансет», відзначаючи деяку схожість фільмів. Фільм Майкла Альмерейди 1994 року «Надя» є неофіційним ремейком «Дочки Дракули».

## Лесбійський підтекст

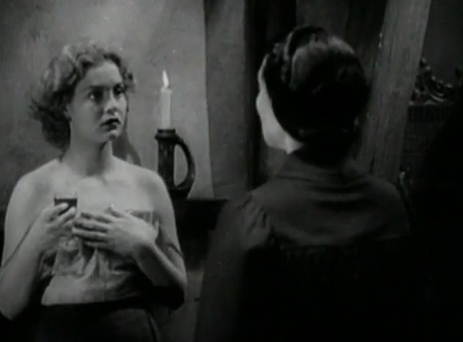
Графиня Залеська спокушає Лілі.

Вампірка-лесбійка має усталену тенденцію в літературі, починаючи з новели Джозефа Шерідана Ле Фаню 1872 року «Кармілла». «Дочка Дракули» став першим фільмом з подібним образом на екрані і поклав початок всім наступним фільмам цієї тематики. Лесбійський підтекст фільму був очевидним від самого початку, що викликало побоювання в адміністрації Адміністрації виробничого кодексу (АВК). Керівник АВК Брін звернув особливу увагу на сцену між графинею та її моделлю Лілі і написав: «це вимагатиме дуже обережного поводження, щоб уникнути будь-якого сумнівного аромату.» За день до знімання цієї сцени, Гаррі Зенер з Universal попросив Бріна прочитати проєкт сцени. У відповідь Брін написав:
|  | Нинішня пропозиція така... пози Лілі в оголеному вигляді змінять. Вона продемонструє шию та плечі, і не буде жодного натяку на те, що вона роздягається, і не буде жодного оголення її персонажа. Було також заявлено, що за нинішньою незавершеною сценою, піде інша, в якій Лілі доставлять до лікарні, і там буде точно встановлено, що на неї напав вампір. Усю послідовність сцен буде оброблено так, щоб уникнути будь-якого натяку на спотворене сексуальне бажання з боку Марії або спроби сексуального нападу з її боку на Лілі. |

Історик гей-кіно Віто Руссо зазначив у своїй книзі «Целулоїдна шафа», що Universal виділив привабливість графині Залеської для жінок у деяких рекламних роликах фільму, використовуючи гасло «Врятуйте жінок Лондона від доньки Дракули!» Далі він навів графиню Залеську як демонстрацію «сутності гомосексуалізму як хижацької слабкості». Деякі рецензенти того часу підхопили та засудили лесбійський вміст фільму, зокрема New York World-Telegram відзначала схильність графині блукати навколо та «дивитись на милих молодих дівчат». Інші журналісти взагалі не помітили будь-якого підтексту, так New York Times радила: «обов'язково візьміть з собою діток». Entertainment Weekly описує зустріч графині та Лілі як «настільки гарячу, що неможливо уявити, як вона взагалі пройшла цензуру 30-х років», тоді як Time Out London вбачає тільки «тонкий натяк» на гомосексуальність. Фахівець із жахів Скал зазначає, що сцену стали розглядати як «класичну лесбійську послідовність, хоча і явно негативну».
Ще одна лесбійська сцена, яка отримала менше критичної уваги, відбувається, коли графиня тримає Джанет у полоні. Описана як «найдовший поцілунок, який ніколи не знімали», графиня Залеська «любовно ширяє над Джанет … ширяє… і ширяє … повільно опускаючись щоб поцілувати лежачу Джанет» поки дію не перериває прихід доктора Ґарта.
Журнал Bright Lights Film Journal зазначає, що «Глорія Голден у головній ролі майже одноосібно переосмислила вампірський образ 20-х років, як вражаюча кровопивиця». Також проводить неявне порівняння між графинею Залеською, яка прагне вилікувати свій вампіризм через психіатрію, і колишньою позицією психіатрії з приводу гомосексуалізму як психічного захворювання.